# Барцяны (гмина)
Барцяны (пол. Barciany) — сельская гмина (волость) в Польше, входит как административная единица в Кентшинский повят, Варминьско-Мазурское воеводство. Население — 6275 человек (на 2018 год).

## Демография
Данные 2018 года:
| Перепись                       | Всего   | Всего | Мужчины | Мужчины | Женщины | Женщины |
| ------------------------------ | ------- | ----- | ------- | ------- | ------- | ------- |
| Единицы                        | человек | %     | человек | %       | человек | %       |
| Население                      | 6275    | 100   | 3198    | 51      | 3077    | 49      |
| Плотность населения (чел./км²) | 21      | 21    |         |         |         |         |

## Соседние гмины
1. Гмина Кентшин
2. Гмина Корше
3. Гмина Семпополь
4. Гмина Сроково
5. Обвуд-калининградзки